# هيلموت زان
هيلموت زان (بالألمانية: Helmut Zahn)‏ (3 سبتمبر 1955 - ) هو لاعب كرة قدم ألماني يلعب كمدافع.

## وصلات خارجية
- هيلموت زان على موقع قاعدة بيانات كرة القدم.إي يو (الإنجليزية)
- هيلموت زان على موقع بيانات كرة القدم. دي إي (الألمانية)